# 山东栒子
山东栒子（学名：Cotoneaster schantungensis）是蔷薇科栒子属的植物，是中国的特有植物。分布在中国大陆的山东等地，生长于海拔900米至1,850米的地区，常生于石质山坡地，目前已由人工引种栽培。